# Henry A. Wise

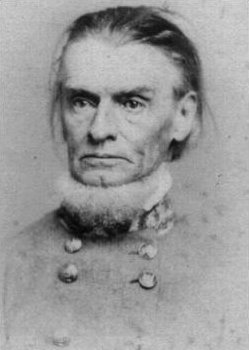
Henry A. Wise

Henry Alexander Wise (* 3. Dezember 1806 in Drummondtown (heute Accomac), Virginia; † 12. September 1876 in Richmond, Virginia) war ein US-amerikanischer Politiker (Demokratische Partei) und General des konföderierten Heeres.

## Leben
Wise schlug nach dem Ende seiner Ausbildung am Washington College in Pennsylvania zunächst eine juristische Laufbahn ein. Er wurde 1828 in die Anwaltskammer aufgenommen und begann daraufhin in Nashville, Tennessee zu praktizieren. Vom 4. März 1833 bis zum 12. Februar 1844 gehörte er als Vertreter Virginias dem Repräsentantenhaus der Vereinigten Staaten an. Zeitweise war er auch Mitglied der Whig Party.
Im Jahr 1843 wurde Wise zum US-Botschafter in Frankreich ernannt, doch die Bestätigung durch den Senat blieb aus. 1844 konnte er dann aber das Amt des Botschafters in Brasilien antreten, das er bis 1847 innehatte.
Von 1856 bis 1860 war Wise Gouverneur des Bundesstaates Virginia. In seine Amtszeit fiel unter anderem der Überfall auf Harpers Ferry und die darauf folgende Hinrichtung des Abolitionisten John Brown. Während des Krieges diente er als Brigadegeneral und riet General Robert E. Lee in Appomattox Court House zur Kapitulation. Nach dem Krieg wurde er Anwalt in Richmond. Seine beiden Söhne John und Richard waren Kongressabgeordnete. Sein Schwager war der Nordstaaten-General George Gordon Meade.